# Venner Egge
Die Venner Egge ist ein 161 m ü. NHN hoher Berg im Wiehengebirge nördlich von Belm-Vehrte und südlich von Ostercappeln-Venne in Niedersachsen.

## Lage
Die bewaldete Venner Egge ist Teil des lang gestreckten und fast durchgängig bewaldeten Wiehengebirges. Westlich (Icker Egge) und östlich (namenlose Egge in Ostercappeln) finden sich auf dem Hauptkamm nicht weit entfernte Berge, die ähnlich hoch wie die Venner Egge sind. Nach Westen gibt es jedoch keinen Berg auf dem Hauptkamm des Wiehengebirges, der höher ist. Nach Norden fällt der Berg markant in die Norddeutsche Tiefebene ab. Von Norden aus betrachtet ist die Venner Egge deutlich als Übergang zur Mittelgebirgsschwelle wahrnehmbar. Im Osten bei der Krebsburg markiert der Durchbruch des Krebsburger Mühlbachs und seiner zahlreichen Oberläufe die östliche und südöstliche Abgrenzung der Venner Egge. Hier wird auch die Bahnstrecke Osnabrück-Bremen durch den Hauptkamm geführt. Die Scharte zwischen Icker Egge im Westen und Venner Egge ist dagegen nur wenig markant. Sie wird in etwa durch die Kreisstraße markiert. Im nördlichsten und steilsten Teil ist die Scharte zum Lärchenberg (einem Sporn der Icker Egge) besser erkennbar. Hier entspringt ein Bach, der parallel zur Kreisstraße nach Norden in einem Kerbtal dem Venner Mühlenbach zufließt. Im Süden Richtung Vehrte ist die Abgrenzung des Venner Berges ebenfalls schwierig. Im weiteren Sinn könnte die Ruller Flut (der Oberlauf der Nette), die parallel zum Hauptkamm Richtung Westen der Hase zuströmt, aber bereits südlich des geschlossenen Waldgebiets und südlich von Vehrte verläuft, als Südgrenze der Venner Egge angesehen werden. Die Dominanz der Venner Egge ist mit rund 11 km bis zum östlich auf dem Hauptkamm gelegenen Osterberg auf den ersten Blick für das Wiehengebirge besonders groß. Von Süden aus betrachtet erscheint die breite und durchgängig bewaldete Venner Egge (Nord-Süd-Ausdehnung: rund 2,2 km) mit ihren zahlreichen sanft geschwungenen und oft kaum niedrigeren Nebengipfeln als der höchste Punkt aber eher als Fortsetzung des Osnabrücker Hügellandes, das kaum niedrigere Hügel aufweist. Über den Gipfel verläuft die Weser-Ems-Wasserscheide. Das Gebiet nördlich des Hauptkamms und der östliche Teil der Venner Egge entwässern über den Krebsburger Mühlbach und den Venner Mühlenbach in die Weser; der südwestliche Teil entwässert über die Ruller Umflut Richtung Hase und zählt damit zum Flussgebiet der Ems.

## Steenshöhe
Die Höhenlage rund um den Süntelstein wird manchmal auch als Steenshöhe bezeichnet.

## Tourismus
Über den Gipfel verlaufen der Wittekindsweg, der E11, der DiVa Walk, der Arminiusweg, der Birkenweg und der Mühlenweg am Wiehengebirge. Interessante Orte in der Venner Egge sind der Süntelstein, die Großsteingräber bei Vehrte („Teufels Backofen“ und „Teufels Backtrog“), das Naturdenkmal Schwarzkreidegrube, das Bodendenkmal Schnippenburg und die Krebsburg.